# Stony Stratford
Koordinaten: 52° 3′ N, 0° 51′ W

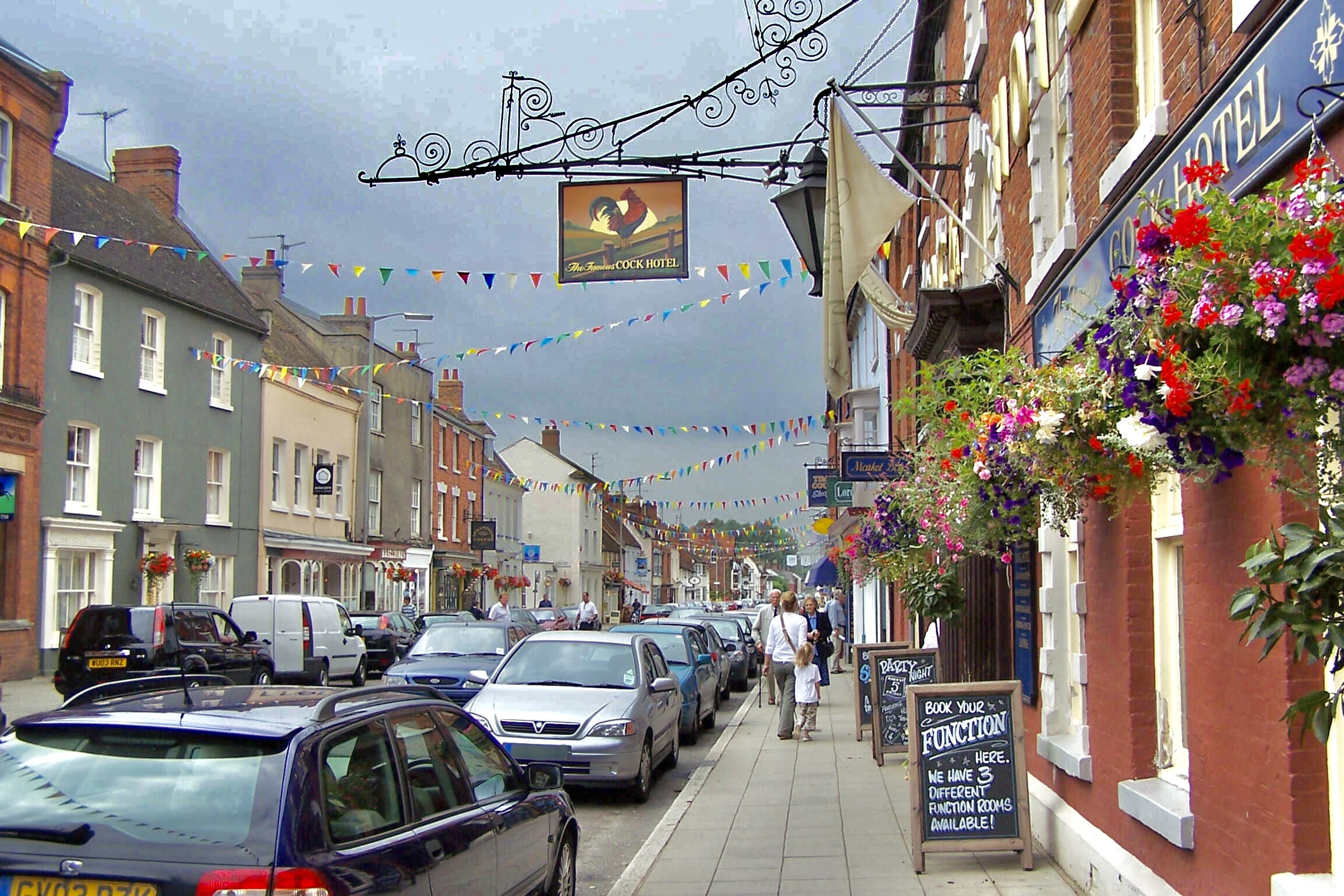
Die High Street von Stony Stratford

Stony Stratford (oft kurz: Stony) ist eine Stadt im Nordosten des Borough of Milton Keynes, der bis 1997 den nördlichen Teil von Buckinghamshire bildete. Es liegt an der Grenze zu Northamptonshire am Ufer der Great Ouse. Bevor Stony Stratford in den 1960er Jahren den Status als New City bekam, gehörte es zum Stadtdistrikt von Wolverton. Stony Stratford hat zusammen mit der Nachbarstadt Wolverton rund 64.000 Einwohner.

## Geschichte
Der Name des Ortes, wörtlich: Straßenfurt, bezieht sich auf die Furt der römischen Watling Street über die Great Ouse. Der Zusatz „Stony“ bezieht sich auf das steinige Flussbett und unterscheidet den Ort vom nahen Fenny Stratford, also dem in den Sümpfen gelegenen Stratford.
Stony Stratford erhielt im Jahre 1194 durch König Richard Löwenherz das Marktrecht. 1290 wurde im Ort das Eleanor-Kreuz errichtet, ein Kreuz zu Ehren der Eleonore von Kastilien, das allerdings dem Englischen Bürgerkrieg zum Opfer fiel. Die Gaststätte Rose and Crowns Inn soll der Ort gewesen sein, an dem die Thronerben des Hauses York, die Brüder Eduard V. und Richard of Shrewsbury, im Jahre 1483 zuletzt lebend gesehen wurden. Hier holte ihr Onkel, Richard III., sie ab, um sie nach London zu bringen. Dort erhob er sich dann selbst zum König und ließ die beiden „Prinzen im Tower“ ins Gefängnis werfen. Ihr weiteres Schicksal ist nicht restlos geklärt; allgemein wird angenommen, dass sie dort auf Befehl Richards ermordet worden seien.
In den Jahren 1736 und 1742 wurde Stony Stratford das Opfer von Großbränden; lediglich der Turm der Kirche St. Mary Magdalen überstand die Katastrophen unversehrt.
In der vorindustriellen Zeit war Stony Stratford ein wichtiger Halt an der Postkutschenroute entlang der alten Watling Street. Zu Beginn des 19. Jahrhunderts hielten hier nicht weniger als 250 Kutschen am Tag. 1838 erhielt dann das benachbarte Wolverton einen Bahnhof an der Strecke London–Birmingham der West Coast Main Line. Für den Straßenverkehr gewann Stony Stratford erst wieder durch den Anschluss an die A 5 an Bedeutung.

## Die Stadt heute
Heute ist Stony Stratford eine belebte Marktstadt am Rande von Milton Keynes und ist wegen seines malerischen Stadtbildes beliebt. Besucher reisen von weit her an, um die zahlreichen Pubs, Restaurants und Geschäfte zu besuchen und vor allem, um Anfang Juni am jährlichen Folk-Festival Folk on the green teilzunehmen. Der englische Ausdruck cock-and-bull-story, der für eine besonders unglaubwürdige Geschichte gebraucht wird, ist nach zwei Pubs in der Stadt, The Cock und The Bull benannt, in der häufig Reisende Station machten, die offenbar dabei gerne Münchhausen-Geschichten zum Besten gaben.